# Hỗ trợ nhân đạo

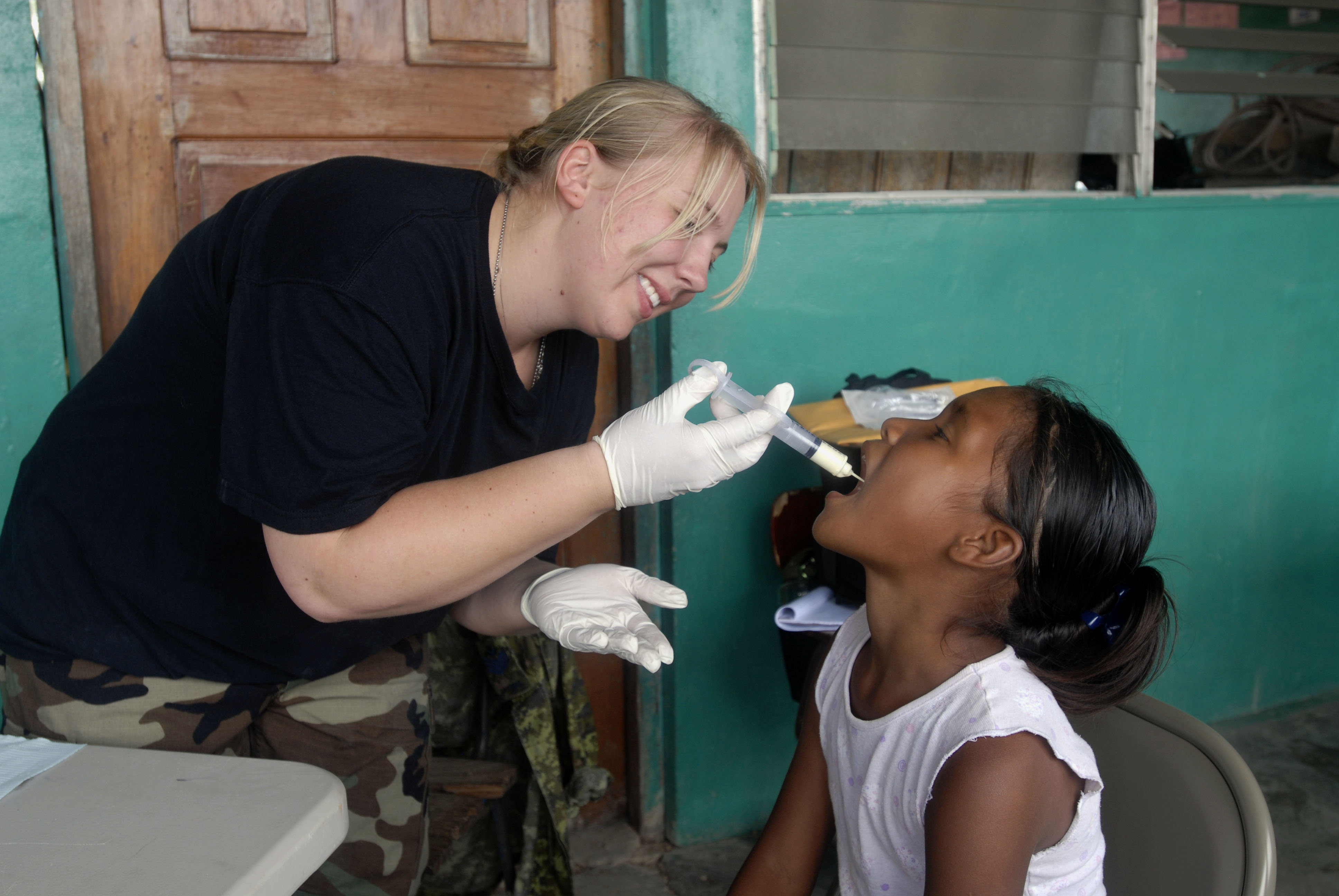
Hải quân Mỹ đang thực hiện công tác hỗ trợ nhân đạo tại Nicaragua

Hỗ trợ nhân đạo (Humanitarian assistance) hay trợ giúp nhân đạo là hoạt động viện trợ, cứu trợ, hỗ trợ và hành động được triển khai để cứu sống, giúp đỡ giảm bớt đau khổ và duy trì phẩm giá con người trong và sau các cuộc khủng hoảng và thảm họa do con người trực tiếp hoặc gián tiếp gây ra. Hỗ trợ nhân đạo bao gồm nhiều hoạt động, bao gồm cung cấp thực phẩm, nước, nơi trú ẩn, chăm sóc y tế và bảo vệ. Hỗ trợ nhân đạo dựa trên các nguyên tắc nhân đạo, công bằng, trung lập và độc lập. Mặc dù thường được sử dụng thay thế cho nhau, nhưng thuật ngữ viện trợ nhân đạo và hỗ trợ nhân đạo là những khái niệm riêng biệt, vì viện trợ nhân đạo thường đề cập đến việc cung cấp cứu trợ ngay lập tức, ngắn hạn trong các tình huống khủng hoảng (cứu trợ), chẳng hạn như thức ăn, nước uống, nơi trú ẩn và chăm sóc y tế, trong khi đó, hỗ trợ nhân đạo bao gồm nhiều hoạt động hơn, bao gồm những hỗ trợ dài hạn cho việc phục hồi, tái thiết, phục hồi chức năng và xây dựng năng lực đáp ứng của các đối tượng bị tổn thương. Hỗ trợ nhân đạo được thiết kế để bổ sung và hỗ trợ các quốc gia trong việc thực hiện trách nhiệm hỗ trợ và bảo vệ những người dân đang gặp khó khăn, thay vì làm tê liệt hoặc thay thế những trách nhiệm đó.

## Nguyên tắc
Hỗ trợ nhân đạo được hướng dẫn bởi một bộ nguyên tắc cốt lõi thiết yếu để duy trì tính toàn vẹn và hiệu quả của hành động nhân đạo. Những nguyên tắc này đã được Đại hội đồng Liên Hợp quốc khẳng định và được các tổ chức nhân đạo trên toàn thế giới chấp nhận rộng rãi, bao gồm tính nhân đạo, tính công bằng, tính trung lập, tính độc lập, tính phục vụ tự nguyện, tính thống nhất và tính phổ quát. Các nguyên tắc cơ bản trong hỗ trợ nhân đạo gồm:

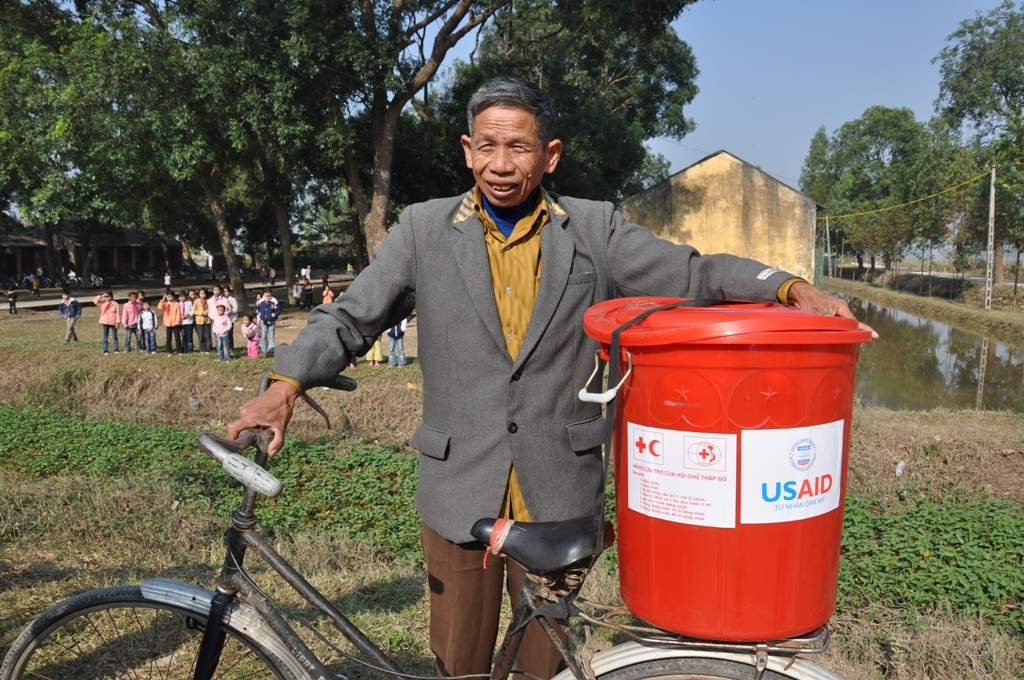
Cơ quan USAID cung cấp hỗ trợ nhân đạo tại Việt Nam sau cơn bão lũ

- Nhân đạo (Humanity): Nguyên tắc nhân đạo quy định rằng nỗi đau khổ của con người phải được giải quyết ở bất cứ nơi nào nó xuất hiện, đặc biệt chú ý đến những nhóm dân số dễ bị tổn thương nhất. Nhân phẩm và quyền của tất cả những người cần được tôn trọng và bảo vệ[6].
- Vô tư (Impartiality): Sự công bằng đòi hỏi rằng hỗ trợ nhân đạo phải được cung cấp hoàn toàn dựa trên nhu cầu, không phân biệt quốc tịch, chủng tộc, giới tính, tín ngưỡng tôn giáo, giai cấp hoặc quan điểm chính trị[7].
- Trung lập (Neutrality): Trung lập có nghĩa là các bên tham gia hỗ trợ nhân đạo không được đứng về phe nào trong các cuộc chiến hoặc tham gia vào các cuộc tranh cãi về bản chất chính trị, chủng tộc, tôn giáo hoặc ý thức hệ[3]. Nguyên tắc này có thể gây tranh cãi vì nó có thể yêu cầu các bên tham gia nhân đạo phải hợp tác với tất cả các bên trong cuộc xung đột, bao gồm cả những bên có thể đã và đang thuộc vào diện phạm tội lạm dụng.
- Độc lập (Independence): Độc lập có nghĩa là hành động nhân đạo phải độc lập với các mục tiêu chính trị, kinh tế, quân sự hoặc các mục tiêu khác. Các tác nhân nhân đạo phải có khả năng hành động theo các nguyên tắc nhân đạo mà không bị can thiệp[8]
- Tình nguyện (Voluntary): Nguyên tắc tự nguyện phản ánh ý tưởng rằng hỗ trợ nhân đạo được cung cấp mà không có mong muốn lợi nhuận. Đây là hành động nhân đạo do các tổ chức và cá nhân tự nguyện thực hiện với động cơ mong muốn giúp đỡ những người đang gặp khó khăn[9]

Mặc dù các nguyên tắc này được chấp nhận rộng rãi, việc áp dụng chúng trong thực tế đôi khi có thể là thách thức, đặc biệt là trong môi trường chính trị và an ninh phức tạp. Duy trì cách tiếp cận có nguyên tắc trong khi vẫn đảm bảo tiếp cận được với những nhóm dân số đang cần có thể liên quan đến những sự đánh đổi khó khăn và đòi hỏi các bên hành động nhân đạo phải điều hướng cẩn thận.